# Динуллах Райес
Динулла́х Ра́йес (индон. Dinullah Rayes; род. 7 февраля 1939 г., Калабесо, Сумбава, Западная Нуса-Тенгара) – индонезийский писатель и деятель культуры.

## Краткая биография
В 1954 г. окончил педагогическое училище. В 1956-1965 гг. работал учителем начальной школы. В последующем занимал административные должности в органах власти о. Сумбава, в том числе руководителя отдела культуры (до 1994 г.). Наряду с этим был председателем Совета искусств Сумбавы и директором краеведческого музея. Мусульманин. В 1996 г. совершил хадж в Мекку.

## Творчество
Первые произведения (стихи) вышли в 1956 г. Активно публикуется в местных и центральных газетах и журналах Индонезии («Пелита», «Суара Карья», «Синар Харапан», «Република» и др.), а также Малайзии («Деван Састра»). Автор нескольких персональных сборников поэзии. Стихи лирические, с налетом исламского мистицизма. Постоянный участник поэтических фестивалей в стране и за рубежом (США, Малайзия). Член писательской организации «Аксара» (Буква).

## Признание заслуг
- Один из десяти победителей на национальном конкурсе на лучшее стихотворение «Читайте!» (1992)
- Номинация  на премию Боробудура (1997)
- Литературная премия Центра языка провинции Западная Нуса-Тенгара (2015)
- Почётный знак министра культуры и туризма Индонезии (2015)

## Основные публикации
- Anak Kecil Bunga Rumputan dan Capung Ramping (Маленький цветок травы и стрекоза). Mega Putih Sumbawa, 1975.
- Hari Ulang Tahun (День рождения). Mataram: Sanggar Mayang, 1980.
- Kristal-Kristal (Кристаллы). Jakarta: Swadesi, 1982 (совместно с Диах Хаданинг).
- Nyanyian Kecil (Маленькие песни). Jakarta: Pusat Dokumentasi Sastra Korrie Layuan Rampan, 1985.
- Peta Lintas Batas. Bali: Sanggar Bukit Manis, 1985 (совместно с Sunaryono Basuki KS и Hariman).
- Pendakian (Восхождение). Yogyakarta: Forum Pengkajian dan Pengembangan Masyarakat Sumbawa, 1986.
- Seutas Tali Emas (Золотая веревка). Mataram: BKKNI Provinsi NTB, 1986 (совместно с Siti Zainun Ismail, Agus Nurdin, Sulaiman Saleh).
- Buka daun jendela itu: kumpulan puisi (Открой ставню окна. Сборник стихов). [Mataram] : Yayasan Swadaya Membangun Mataram, 1995.
- Nuansa tangisan bumi: antologi puisi (Нюансы плача Земли. Антология поэзии). Mataram: Yayasan Dewi Saraswati, 2000.
- Beranda cahaya: pilihan sajak (Веранда света. Избранные стихи), 1976-2000. Mataram: Yayasan Mitra Sastra Mataram, 2001.
- Damai dalam badai (Мир во время бури). Mataram, Nusa Tenggara Barat: Mahani Persada, 2005.
- Dari orkestra cinta hingga pesta cahaya: antologi prosa-puisi (От оркестра любви до праздника света. Антология стихов в прозе). Yogyakarta: Penerbit Ombak, 2008.
- Bulan di Pucuk Embun (Месяц на листе росы). Yogyakarta: Penerbit Ombak, 2011.
- Lalu Dia, Lala Jinis. Yogyakarta: Penerbit Ombak, 2015.
- Petir cinta mahacahaya: kumpulan puisi (Молния любви в море света. Сборник стихов). Yogyakarta: Ombak, 2016.

## Переводы стихов поэта на русский язык
- В поисках мечты (Mencari Mimpi); Любимая (Sang Kekasih); Заметки путешественника (Catatan dalam Perjalanan) [4].

## Семья
- Отец Хаджи Лалу Мухиддин
- Мать Рингги
- Супруга Сити Айшах (с 1958 г.)